# Metroid: Zero Mission
| Mottagande               | Mottagande              |
| Samlingsbetyg            | Samlingsbetyg           |
| Tjänst                   | Betyg                   |
| ------------------------ | ----------------------- |
| Gamerankings             | 90,19% (51 recensioner) |
| Metacritic               | 89/100 (50 recensioner) |
| Recensionsbetyg          |                         |
| Publikation              | Betyg                   |
| 1UP.com                  | A                       |
| Computer and Video Games | 8,4/10                  |
| Eurogamer                | 9/10                    |
| Game Informer            | 9,5/10                  |
| Gamespot                 | 8,5/10                  |
| Gamespy                  | [ 8 ]                   |
| Gamezone                 | 9,5/10                  |
| IGN                      | 9,0/10                  |

Metroid: Zero Mission (メトロイドゼロミッション Metoroido Zero Misshon?) är ett spel till Game Boy Advance släppt av Nintendo. Det är en remake av det ursprungliga Metroid, fast med en del nya varelser och platser, såsom Chozodia. Spelet hamnade på nionde plats i IGN:s lista Top 25 Game Boy Advance Games of All Time.

## Handling
Detta spel utspelar sig, precis som Metroid och Super Metroid, på planeten Zebes. Själva handlingen bygger på originalspelets handling, men där finns en hel del som är annorlunda mellan de två spelen. Detta är också i detta spel som man för första gången kan spela som Zero Suit Samus, Samus i hennes blåa underställ.

### Skillnader från originalspelet
- Zebes landskap har förändrats drastiskt.
- Det finns ingen "falsk Kraid".
- Både Kraid och Ridley är större, likt deras utseenden i Super Metroid.
- Moderhjärnan har egna attacker.
- Röda dörrar öppnas med en missil istället för fem.
- Samus kan använda sig av nya förmågor, exempelvis Shinespark och Wall Jump.
- En karta över spelets områden är tillagd.

## Bonus
Genom att länka spelet med Metroid Fusion, även det till Game Boy Advance, erhålles alla bonusbilder från Metroid Fusion samt ett speciellt spelläge kallat Time Attack Mode.

## Utmärkelser
WatchMojo.com placerade Zero Mission på plats 3 på deras lista "Top 10 Video Game Remakes".